# Jeune Fille à la fontaine
Jeune Fille à la fontaine est un tableau de Fleury François Richard réalisé en 1824 et conservé au musée des Beaux-Arts de Lyon sous le numéro d'inventaire 1998-4-III-8.
L'œuvre est une huile sur toile de 109 cm sur 93 cm peinte à partir de l'une des études des monuments de l'île Barbe réalisées par le peintre. Elle représente une jeune fille remplissant une cruche à une fontaine dont le bassin est un sarcophage romain réutilisé dans la construction de l'abbaye de l'île en 400.